# У лазні (оповідання)
«У лазні» (рос. В бане) — оповідання А. П. Чехова, вперше опубліковане у 1885 році.

## Історія публікації і критика
Написане в 1885 році, як два самостійних оповідання — «У лазні» й «Бродіння умів». Твори були вперше опубліковані в 1885 році в журналі «Осколки» № 10, 9 березня і № 42 відповідно, з підписом: А. Чехонте. Об'єднавши оповідання «У лазні» з переробленим «Щодо наречених» в одне, що складається з двох частин, Чехов включив його до видання своїх зібрань творів А. Ф. Маркса.
30 березня 1899 року Л. Н. Толстой читав своїй родині оповідання Чехова зі збірки «Пам'яті Белінського».
За життя автора оповідання «У лазні» перекладалося болгарською, сербскохорватскою і шведською мовами.

## Сюжет
У першій частині дія оповідання відбувається в міській лазні. Тут у парильні зібралися товстий білотілий пан, цирульник Михайло, худий чоловік з костистими виступами на всьому тілі і довгим волоссям. Цирульник завів розмову про одруження, у ході якого порівнював нинішніх і колишніх наречених, нарікаючи, що «Колишня наречена бажала вийти за людину, яка солідна, сувора, з капіталом, яка все обговорити може, релігію пам'ятає, а нинішня леститься на освіченість».
Цирульник також поскаржився, що освічені часто злиденні, на що худий чоловік з довгим волоссям заперечив: «Бідний, та чесний!». Потім в розмові були згадані письменники, служителі церкви. Про письменників довговолосий чоловік сказав: «Я хоча і не письменник, але не смій говорити про те, чого не розумієш. Багато в Росії було письменників, що й користь принесли. Вони просвітили землю, і за це саме ми повинні ставитися до них не з соромом, а з честю. Кажу я про письменників як світських, так і духовних».
Ці його розмови призвели до того, що цирульник вийшов у передбанник і попросив послати за Назаром Захаричем, щоб скласти протокол на ідейні вислови довговолосого. В кінці розповіді з'ясовується, то людина з довгим волоссям — церковний диякон, поважний служитель церкви. Дізнавшись про це, Михайло вклонився дияконові у ноги за те, подумавши, що у нього «в голові є ідеї!».
Дійові особи другій частині оповідання: Никодим Єгорич Потичкін і Макар Тарасич Пешкін. Між ними також в лазні зайшла розмова про одруження, наречених, доньку Макар Тарасича — Дашу, про те, які були у неї женихи.